# 哈尔滨游艇俱乐部旧址
哈尔滨游艇俱乐部旧址（江上俱乐部）是黑龙江省哈尔滨市的一座历史建筑，位于道里区斯大林公园。

## 历史
哈尔滨游艇俱乐部由哈尔滨俄国运动员协会建于1911-1912年，为一组俄罗斯田园风格的木结构建筑群，由米亚科夫斯基设计。除游艇码头外，还设有“亚道古鲁布”水上餐厅以及舞厅和抄手游廊。1949年以后改为哈尔滨铁路俱乐部。1996年曾经拆改修缮。2007年9月30日，成为哈尔滨市文物保护单位。并且是哈尔滨一类保护建筑。